# Long Beach (Kalifornia)
Long Beach város Kalifornia állam délnyugati részén, az Egyesült Államok nyugati partvidékén. Nagy-Los Angeles része és annak második legnagyobb városa. Lakossága 462 257 ezer fő volt 2020-ban. Központja Los Angeles központjától kb. 35 km-re délre fekszik.
Kikötője az ország második legnagyobb konténerkikötője, és egyben egyike a világ legnagyobb árukikötőinek. Gazdaságában jelentős a repülőgépipar, autóalkatrészek, elektronikus eszközök és lakberendezések gyártása.

## Népesség
A település népességének változása:
| Lakosok száma | 564  | 462 257 | 466 742 |
|               | 1890 | 2010    | 2020    |

## Közlekedés

### Légi
A város repülőtere a Long Beach repülőtér.

## Long Beach nevezetes szülöttei
- Zack de la Rocha – énekes a Rage Against the Machine nevű rockzenekarban
- William Levada –
- Nicolas Cage – színész
- Snoop Dogg – rapper és színész
- Nate Dogg – rapper és énekes
- Jenni Rivera – énekes
- Chris Andersen – kosárlabda játékos
- Frank Ocean – énekes
- Crooked I – rapper
- Russel Westbrook -  kosárlabdajátékos (Oklahoma City Thunder)

## Fordítás
- Ez a szócikk részben vagy egészben  a   Long Beach, California című angol Wikipédia-szócikk fordításán alapul.  Az eredeti cikk szerkesztőit annak laptörténete sorolja fel. Ez a jelzés csupán a megfogalmazás eredetét és a szerzői jogokat jelzi, nem szolgál a cikkben szereplő információk forrásmegjelöléseként.